# C-3PO

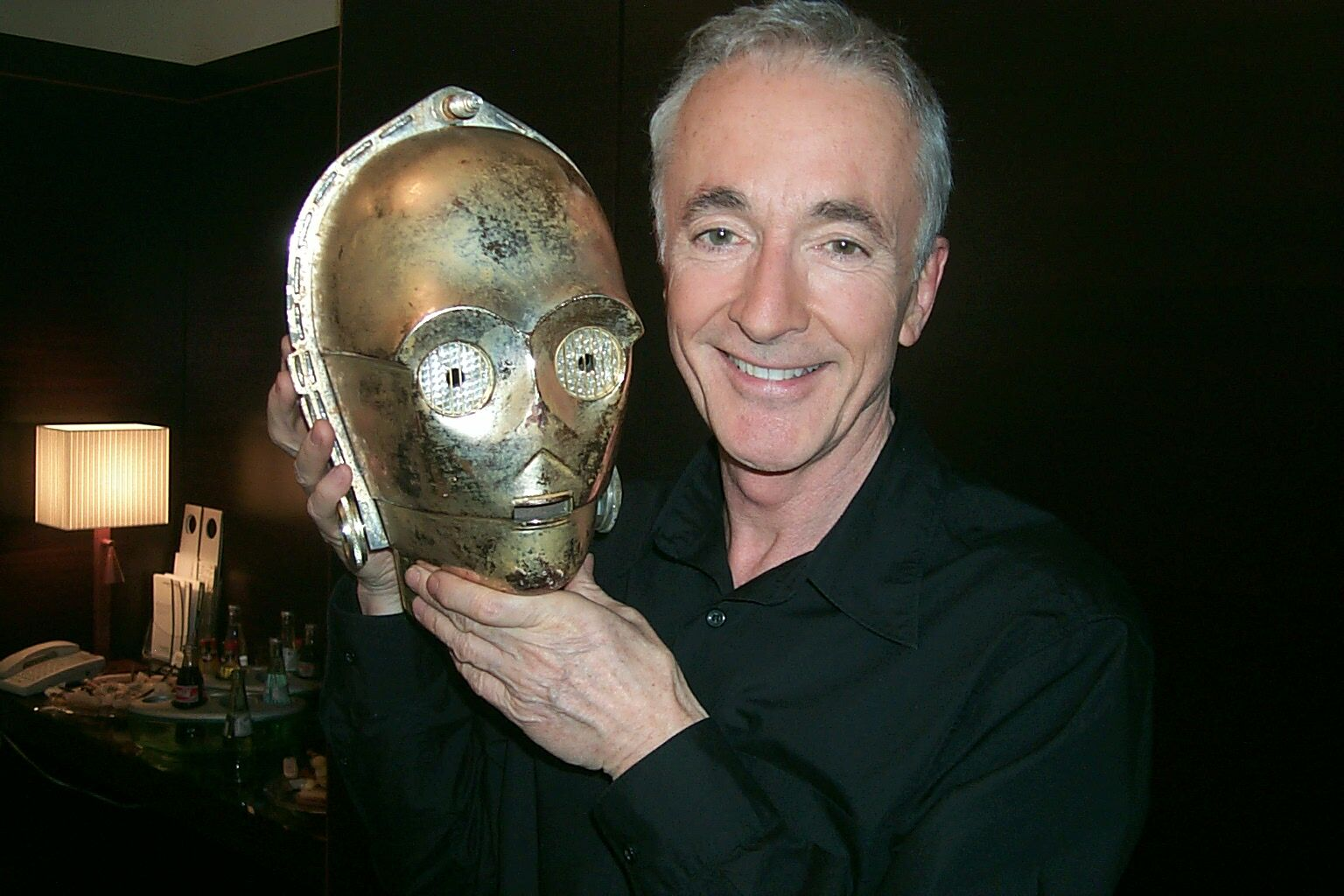
Anthony Daniels a hlava robota C-3PO

C-3PO (vyslovuje se [sí-frí-pí-ou], nebo česky [cé-tři-pé-ó]) je fiktivní postava robota humanoidního vzhledu z filmové série Star Wars. Tuto postavu ztvárnil v deseti z jedenácti hraných filmů ze serie Star Wars herec Anthony Daniels, tj. ve všech devíti dílech základní série plus v Rogue One: Star Wars Story. Jedinou epizodou je tak zatím film Solo: Star Wars Story, kde se C-3PO, ani R2-D2 nevyskytují. Anthony Daniels si nicméně zahrál i v tomto filmu - jistého podvodníka jménem Tak. Postavu C-3PO nadaboval i v animovaných The Clone Wars.
Jedná se o androida zlaté barvy, kterého v dětství sestrojil Anakin Skywalker na planetě Tatooine. Svým účelem je to protokolární robot, který má asistovat při diplomatických stycích díky svým znalostem etikety, zvyklostí a dokonalému ovládání více než šesti milionů jazyků a jiných forem komunikace.
Ve druhé epizodě s názvem Klony útočí vystupuje jako služebník Padmé Amidaly. Stejnou úlohu má i v epizodě třetí. Je to přítel Jar Jara Binkse a nerozlučný přítel druhého robota R2-D2. Oba droidi spolu prožívají různá dobrodružství, ale jen R2-D2 má přístup k jejich společným vzpomínkám. Po vymazání paměti ve třetí epizodě se C-3PO domnívá, že pracoval s binárními jeřáby. Problém s pamětí mu R2-D2 pomáhá řešit i v poslední epizodě.